# فیلوش نوک‌زرد
فیلوش نوک‌زرد (نام علمی: Anas georgica) نام یک گونه از سرده مرغابی‌ها است. این گونه در آمریکای جنوبی یافت می‌شود.

## مشخصات
فیلوش نوک‌زرد سر و گردنی قهوه‌ای رنگ دارد. نوک این گونه پرنده زرد با خطوطی سیاه رنگ در سر نوک است. این پرنده دارای یک آینه بالی به رنگ سیاه تا سبز رنگ است. بیشتر پایین‌تنه این پرنده به خصوص قسمت شکم آن به رنگ سیاه است.

## پراکندگی و زیستگاه
این گونه در بخش‌هایی از آمریکای جنوبی، جزایر فالکلند و جورجیای جنوبی زندگی می‌کند. معمولاً این گونه را می‌توان در دریاچه‌ها، رودخانه‌ها و سواحل مشاهده کرد.